# Lý Sư Lợi
Lý Sư Lợi (chữ Hán: 李诗来) là vị vua cuối cùng của nhà Tiền Lý, nước Vạn Xuân. Ông là con trai của Hậu Lý Nam Đế Lý Phật Tử. Sau khi Lý Phật Tử bị bắt giải sang Trung Quốc, ông kế vị được vài năm thì bị tướng nhà Tùy đem quân sang đánh bại.

## Tiểu sử
Vào năm 602, tướng nhà Tùy là Lưu Phương đem quân sang đánh, Lý Phật Tử đầu hàng và bị bắt nhốt cũi. Sau đó, Lý Sư Lợi được các tàn dư Tiền Lý lập lên ngôi. Tuy vậy, do nước Vạn Xuân đã gần như diệt vong nên thời kỳ này thường không được ghi chép trong sử sách. Năm sau, nhà Tùy lại tiến đánh. Lý Sư Lợi liệu thế chống không nổi xin hàng, sau đó thì chết. Nước Vạn Xuân chính thức diệt vong.
Năm 603 Lưu Phương nhà Tùy bắt được tướng cũ của Hậu Lý Nam đế là Mục Hy, Kiệt Hiệt đem chém cả.